# Sinfonía n.º 5 (Beethoven)

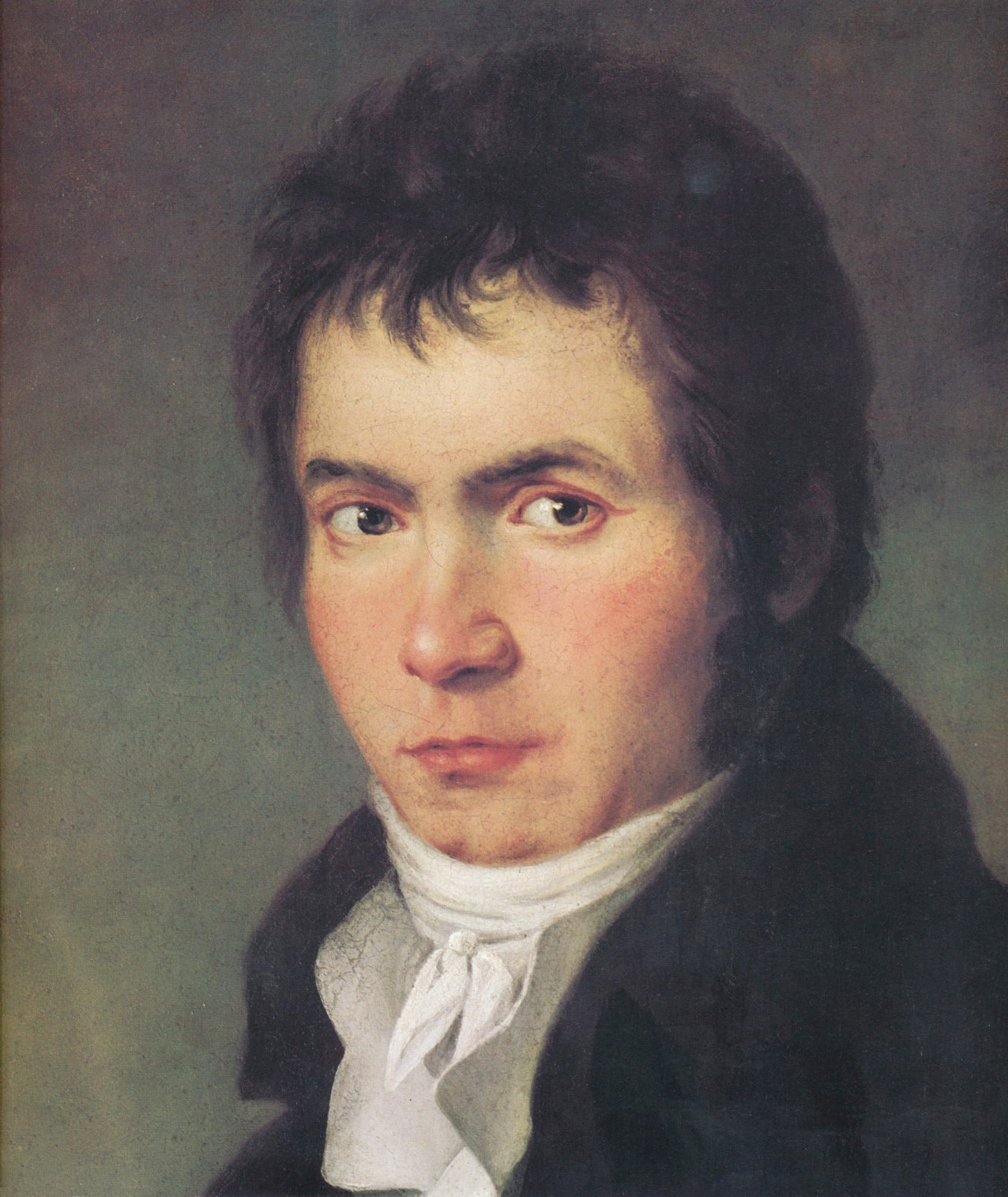
Beethoven en 1804, año en que empezó a trabajar en su Quinta sinfonía.

La Sinfonía n.º 5 en do menor, Op. 67 , también conocida como Sinfonía del destino o en alemán Schicksalssinfonie, fue compuesta por Ludwig van Beethoven entre 1804 y 1808. Es la quinta de sus nueve sinfonías. La partitura está dedicada al príncipe Joseph Franz von Lobkowitz y al conde Andréi Razumovski. Sus cuatro movimientos son un Allegro de sonata, un Andante y un Scherzo ininterrumpido que comprende las dos últimas partes. Comienza con el célebre motivo de cuatro notas 'corto-corto-corto-largo' (ta-ta-ta-taa), repetido dos veces:
Desde su estreno en el Theater an der Wien de Viena el 22 de diciembre de 1808 la obra adquirió un notorio prestigio que continúa en la actualidad. Se trata de una de las piezas más populares e interpretadas de la música clásica. E. T. A. Hoffmann la describió como «una de las obras más importantes de todos los tiempos». La sinfonía, y su motivo inicial en particular, con frecuencia aparecen en la cultura popular con nuevas interpretaciones en otros géneros como la música disco y el rock and roll, así como con apariciones en películas y la televisión.

## Historia

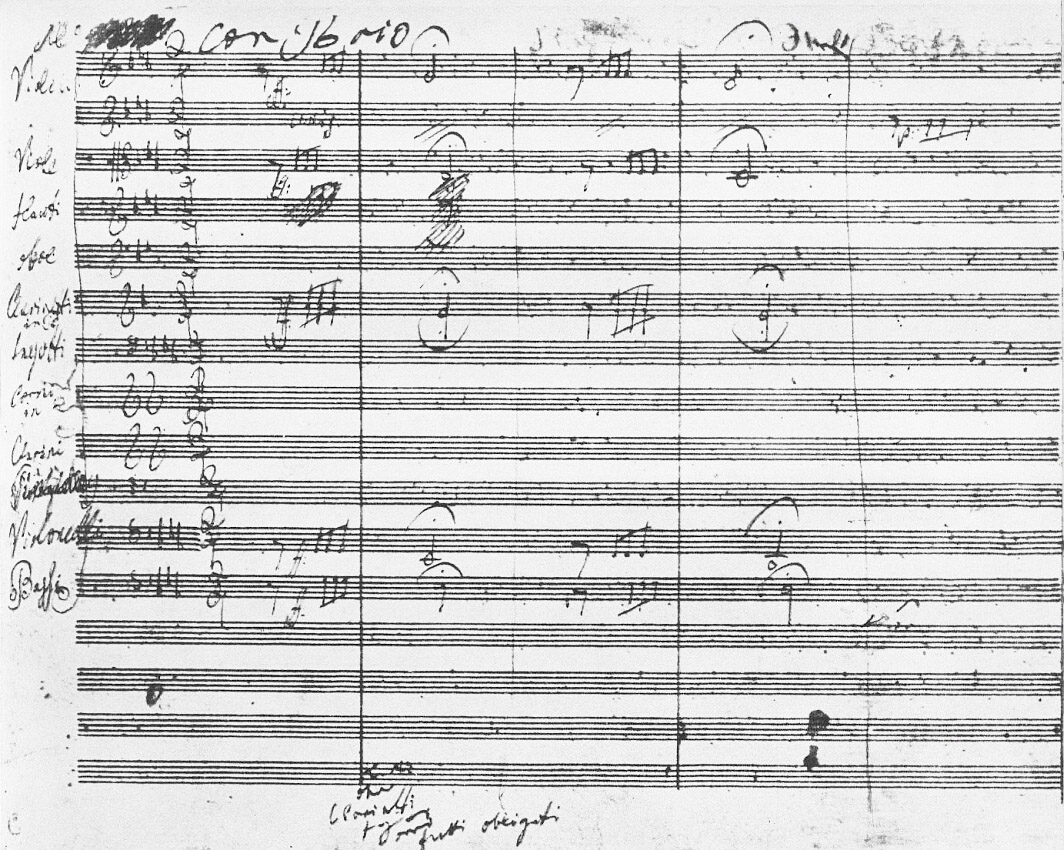
Primera página autógrafa de la Quinta sinfonía, con el famoso "motivo del destino".

### Composición
La composición de esta obra tuvo un largo proceso de maduración desarrollándose desde los primeros esbozos que datan de principios de 1804, tras haber acabado la Sinfonía Eroica, hasta marzo de 1808. Durante ese tiempo el compositor interrumpió su trabajo en la Quinta para crear otras piezas, entre las que se incluyen la primera versión de Fidelio, la Sonata para piano Appassionata, los Cuartetos de cuerda Razumovsky, Op. 59, el Concierto para violín, el Concierto para piano n.º 4, la Sinfonía n.º 4 y la Misa en do mayor. La preparación final de la Quinta fue llevada en paralelo con la Sinfonía n.º 6 y ambas se estrenaron en el mismo concierto.
La partitura autógrafa original fue propiedad de Felix Mendelssohn. Fue donada en 1908 por la familia de Felix Mendelssohn a la Biblioteca Estatal de Prusia (Preußische Staatsbibliothek) en Berlín en donde se conserva en la actualidad (ahora llamada Biblioteca Estatal de Berlín o Staatsbibliothek zu Berlin).
Cuando Beethoven compuso esta sinfonía ya estaba llegando a los 40 años y su vida personal estaba marcada por la angustia que le causaba el aumento de su sordera. Pese a esto, había entrado ya en un imparable proceso de “furia creativa”. Europa se encontraba inmersa en las guerras napoleónicas, la agitación política en Austria y la ocupación de Viena por las tropas de Napoleón en 1805.

### Estreno y primeras interpretaciones

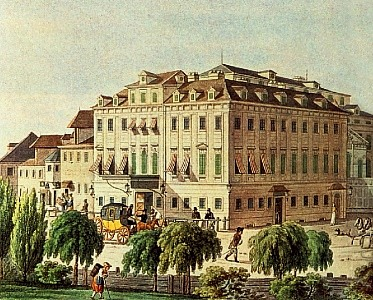
Theater an der Wien, lugar del estreno.

El estreno público se celebró el 22 de diciembre de 1808 en el Theater an der Wien de Viena, en el cual se había estropeado la calefacción. Consistió en un monumental concierto "maratón" de cuatro horas con música exclusivamente de Beethoven y que fue dirigido por el propio compositor. Fue su última aparición como solista al piano. En el programa figuraban las dos sinfonías dispuestas al revés del orden por el cual las conocemos hoy: la Sexta se escuchó al principio de la primera mitad y la Quinta justo después del descanso.
El programa del concierto de estreno fue el siguiente:
1. La Sinfonía n.º 6, Op. 68
2. El aria "Ah perfido!" Op. 65
3. El Gloria de la Misa en do mayor, Op. 86
4. El Concierto para piano n.º 4, Op. 58 (tocado por el propio Beethoven)
5. (pausa)
6. La Sinfonía n.º 5, Op. 67
7. El Sanctus y el Benedictus de la misma misa
8. Una improvisación para piano solo tocada por Beethoven
9. La Fantasía coral, Op. 80

En España se estrenó la noche del 19 de diciembre de 1838 en el Teatro de Madrid y un mes más tarde en el Liceo de Barcelona.

### Publicación y dedicatoria

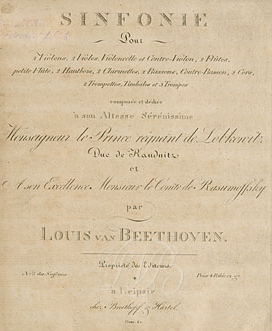
Portada de la Quinta Sinfonía.

La primera publicación de este opus fue llevada a cabo por la editorial Breitkopf & Härtel de Leipzig: las partes de la sinfonía en abril de 1809 y más tarde la partitura completa en 1820.
La dedicatoria que figura en la partitura impresa es para el príncipe Joseph Franz von Lobkowitz y el conde Andréi Razumovski, dos de sus mecenas y amigos. No obstante, la obra había sido comisionada por el conde Franz von Oppersdorff en junio de 1807, complacido por la Sinfonía n.º 4 que también había encargado. Le pagó en total 500 florines, primero un adelanto de 200 y el resto en noviembre de 1808, cuando Beethoven le entregó la partitura completa además del uso exclusivo por seis meses. Oppersdorff no volvió a encargar más piezas al maestro alemán.

## Instrumentación
La partitura está escrita para una orquesta formada por:
- Viento madera: 1 flautín, 2 flautas, 2 oboes, 2 clarinetes en si bemol y do, 2 fagotes, 1 contrafagot.
- Viento metal: 2 trompas en mi bemol y en do y 2 trompetas, 3 trombones (alto, tenor y bajo).
- Percusión: 2 timbales (afinados en sol y do).
- Cuerda: una sección de cuerdas con violines I y II, violas, violonchelos y contrabajos.

El flautín, el contrafagot y los trombones solamente intervienen en el cuarto movimiento.

## Estructura y análisis
La sinfonía consta de cuatro movimientos:
- I. Allegro con brio, en do menor 2
4
- II. Andante con moto, en la bemol mayor 3
8
- III. Scherzo. Allegro, en do menor – Trio, en do mayor 3
4
- IV. Allegro, en do menor 4
4

La interpretación de esta obra dura aproximadamente 30 minutos. 

### I.Allegro con brío
El primer movimiento, Allegro con brio, está escrito en la tonalidad de do menor, en compás de 2/4 y sigue la forma sonata. Comienza con el famoso motivo de cuatro notas interpretado al unísono por todas la sección de cuerdas y los clarinetes en una extensión de tres octavas durante cinco compases en total. Existe un considerable debate acerca de cómo interpretar estos compases, sobre todo debido a la presencia de calderones en la cuarta y la octava nota, y el silencio al inicio de cada motivo. Algunos directores lo hacen en el tempo de un allegro, otros se toman la libertad de darle mayor peso, en un tempo mucho más lento y pesado cambiando a allegro después; otros los interpretan con un molto ritardando (haciendo gradualmente más lenta cada una de las cuatro notas).
Su estructura es la forma sonata, común en los primeros movimientos de las sinfonías del clasicismo. Esta forma musical consiste en cuatro grandes partes: la exposición en la que aparecen las ideas principales agrupadas en primer y segundo temas, el desarrollo en que estas ideas son contrastadas y trabajadas con numerosos recursos, la reexposición en que vuelven a aparecer los temas de forma diferente para llegar a la coda que da fin al movimiento.
En el aspecto analítico, el motivo inicial es la base del primer tema de la exposición, caracterizado por su fuerza rítmica implacable y vehemente. Es singular en él su ambigüedad tonal, pues entre las notas que suenan no aparece la de la tonalidad del movimiento, do, y si bien aparentemente parecemos estar en la tonalidad relativa de mi bemol mayor, la ausencia de armonización genera una expectativa y una tensión que se resuelve a continuación, pues en el siguiente pasaje, aparece el motivo, nítidamente armonizado en do menor. Este enérgico motivo, presentado dos veces inicialmente, toma después forma en las cuerdas, con imitaciones contrapuntísticas libres. Estas imitaciones se alternan unas con otras con tal regularidad rítmica que aparecen como una melodía simple que discurre, que viene a ser el tema principal del movimiento. El motivo es tratado dramáticamente, con cambios súbitos de intensidad y arrebatadores crescendos. Su contorno rítmico siempre está presente, por lo que algunos hablan de monotematismo (desarrollo de un solo tema) en este movimiento (y probablemente en toda la sinfonía).
Después de una rápida modulación a la tonalidad relativa mayor, mi bemol mayor, aparece un nuevo tema, como una llamada, presentado por las trompas, una extensión melódica del primer tema. En esta nueva tonalidad, aparece el tema secundario, con un ritmo más tranquilo (aunque los bajos nos recuerdan sutilmente el primer tema) y pastoral. Entonces las cadencias nos anuncian el final de la exposición siempre con el motivo rítmico de la sinfonía. El desarrollo nos conduce por varias tonalidades y lleva el dramatismo a extremos álgidos. Destaca un pasaje en donde se alternan acordes de las cuerdas y las maderas, en una lejana región tonal en modo menor.
Después de una breve elaboración contrapuntística, el tema termina en un "momento beethoveniano de agotamiento", y en tal momento el primer tema reaparece. Antes del puente que lleva hacia el tema secundario se escucha un solo de oboe muy expresivo y melancólico, en estilo casi improvisatorio. Una larga coda finaliza el movimiento.

### II.Andante con moto
El segundo movimiento, Andante con moto, está en la bemol mayor y en compás de 3/8. Se trata de una obra lírica en forma de variaciones dobles, lo que quiere decir que dos temas se presentan en forma alternada y variada. Después de las variaciones hay gran coda. La selección de la tonalidad de la bemol mayor después de un movimiento en do menor fue una técnica común en Beethoven. La usó tanto en su Sonata "Patética" como en su Sonata para violín n.º 6 Op. 30 n.º 1.
Comienza con la exposición del primer tema, una melodía al unísono por violas y violonchelos, con el acompañamiento de los contrabajos. Sigue entonces un segundo tema, con la armonía dada por los clarinetes, fagots, violines con un arpegio en tresillos en las violas y los bajos. Una variación del primer tema aparece. Es seguida por un tercer tema, con violas, chelos, flauta, oboe y fagot seguido por un interludio en el cual la orquesta entera participa en un fortísimo y una serie de crescendos para cerrar después el movimiento.

### III.Scherzo. Allegro
El tercer movimiento, Scherzo. Allegro, vuelve a la tonalidad inicial, el compás es 3/4 y adopta una forma ternaria consistente en un scherzo con trío. Sigue el modelo tradicional del 3.º movimiento sinfónico del clasicismo, que contiene en secuencia el scherzo principal, un trío contrastante, el retorno del scherzo y una coda. (Para mayor discusión de esta forma, véase "Preguntas textuales", más abajo).
Empieza con el siguiente tema, tocado por los violonchelos y contrabajos. El musicólogo del siglo XIX Gustav Nottebohm fue el primero que notó que este tema tiene la misma serie de sonidos (en diferente tonalidad y registro) que el tema principal del movimiento final de la famosa Sinfonía n.º 40 K. 550 de Mozart.
| · Tema de Beethoven. | · Tema de Mozart. |

(La derivación resalta más claramente si uno escucha primero el tema de Mozart, luego el tema de Mozart transportado a la tonalidad del de Beethoven, y luego el tema de Beethoven: (escucharⓘ)
Mientras que tales semejanzas a veces ocurren accidentalmente, este no parece ser precisamente el caso. Nottebohm descubrió el parecido cuando examinaba un cuaderno de apuntes usado por Beethoven mientras componía la Quinta Sinfonía: ahí, 29 compases del finale de Mozart aparecen, copiados por Beethoven.
El tema inicial es contestado por otro constrastante en los vientos, y la secuencia se repite. Luego los cornos fuertemente anuncian el tema principal del movimiento, y la música se desarrolla a partir de aquel.
La sección del trío está en do mayor y está escrita en una textura contrapuntística. Cuando retorna el scherzo al final, es ejecutado por el pizzicato de las cuerdas y muy suavemente.
En la coda final, la música se abandona a un susurro antes de construir lentamente un gran crescendo que es una transición sin interrupción al cuarto movimiento. Este pasaje final nos lleva de do menor al do mayor del finale. (Beethoven intentó un cambio similar de tonalidad en el inicio de su Sinfonía n.º 4.)
"El scherzo ofrece contrastes que son algo parecidos a los del movimiento lento en lo que derivan de la extrema diferencia de carácter entre scherzo y trío... El scherzo entonces contrasta esta figura con el famoso 'motto' (3 + 1) del primer movimiento, que gradualmente domina todo el movimiento".

### IV.Allegro
El cuarto y último movimiento, Allegro, también retoma la tonalidad inicial y el compás es 4/4. Mucho se ha escrito sobre este Finale, en el que algunos musicólogos ven una interrelación con una popular melodía infantil de la época, "A, B, C, die Katze lief im Schnee" (A, B, C, el gato corrió por la nieve); es una teoría firme, visto el gusto de Beethoven por arreglar canciones populares. En lo que todos coinciden es que se trata de un broche perfecto a la sinfonía, un gozoso final que hilvana y culmina la obra y cuyos compases alternados y crecientes aún maravillan por su brillantez, su contundencia y el despliegue de virtuosismo que exigen.
El triunfante y exhilarante final, con aires de apoteósica marcha, comienza sin interrupción después del scherzo. Está escrita en una inusual variante de forma sonata: al final de la sección de desarrollo, la música llega a una semicadencia, en fortissimo, y la música sigue después de una pausa con una nueva recapitulación del tema de las trompas del scherzo. La recapitulación es entonces introducida por un crescendo en los últimos compases de la sección interpolada del scherzo, tal como sucedió al inicio del movimiento final. La interrupción del finale con material del scherzo fue ya empleada por Haydn, quien lo hizo en su Sinfonía n.º 46 en si bemol, de 1772. No se sabe si Beethoven conocía esta composición.
La Quinta Sinfonía incluye una coda muy larga, en la cual los temas principales suenan en una forma abreviada. Hacia el final el tiempo se acelera hacia un presto. La sinfonía termina con 29 compases de acordes de do mayor, tocados en fortissimo. Charles Rosen, en The Classical Style sugiere que este final refleja el sentido beethoveniano sobre las proporciones clásicas: la "increíblemente larga" cadencia con puro do mayor es necesaria "para redondear la extrema tensión de esta inmensa obra".

## Temas asociados
Mucho se ha escrito acerca de esta pieza en libros, artículos de divulgación y notas de programa para conciertos y grabaciones. Esta sección resume algunos de los temas que aparecen frecuentemente en estos.

### La tonalidad
La tonalidad de la Quinta sinfonía, do menor, se suele considerar «una tonalidad tempestuosa y heroica», además de especial para Beethoven. El maestro alemán escribió en do menor varias obras cuyo carácter es bastante similar al de esta sinfonía. Para una discusión detallada, véase Beethoven y do menor.

### El motivo del «destino»
Al motivo inicial a veces se le ha acreditado el significado simbólico de la representación de «el Destino que toca a la puerta». Esta idea viene del secretario y fáctotum Anton Felix Schindler que, muchos años después de la muerte de Beethoven, escribió:
«El mismo compositor proporcionó la clave a estos profundos temas cuando un día, en la presencia del que escribe, señaló el principio del primer movimiento y expresó con estas palabras la idea fundamental de su trabajo: “¡Así el destino toca a la puerta!”».
El testimonio de Schindler con respecto a cualquier pasaje de la vida de Beethoven es desacreditado por los expertos (se cree que agregó líneas en sus libros de conversación). Por otra parte, a menudo se comenta que Schindler dio una opinión muy romantizada del compositor. De este modo, aunque no podemos saber si Schindler realmente inventó esta cita, hay una fuerte probabilidad que así sea.
Hay otra historia referente al mismo motivo; la versión que se da aquí proviene de la descripción de la sinfonía de Antony Hopkins (véase las referencias abajo). Carl Czerny (el alumno de Beethoven, que estrenó el Concierto "Emperador" y famoso autor de estudios pianísticos) dijo que «el pequeño diseño musical le había venido [a Beethoven] del canto de un escribano cerillo, que oyó mientras caminaba por el Prater en Viena». Hopkins luego remarca que «dada la opción entre un escribano cerillo y el-destino-que-toca-a-la-puerta el público ha preferido el mito más dramático, aunque lo que nos cuenta Czerny es demasiado poco probable que haya sido inventado».
Las evaluaciones en torno a estas interpretaciones tienden para ser escépticas. «La leyenda popular de que Beethoven pensó este magnífico exordio de la sinfonía para sugerir a “el Destino que toca a la puerta” es apócrifa. El alumno de Beethoven Ferdinand Ries realmente fue el autor de esta supuesta exégesis poética, que Beethoven recibió muy sarcásticamente cuando Ries se la contó. Elizabeth Schwarm Glesner comenta que «Beethoven era conocido por decir casi cualquier cosa “importante” para los parásitos que preguntaban»; esto se puede tomar para impugnar ambas historias.

### ¿Se repite el motivo inicial a lo largo de toda la sinfonía?
Comúnmente se afirma que el motivo rítmico de cuatro notas del inicio (corto-corto-corto-largo; véase al inicio) se repite a través de todos los movimientos de la sinfonía, unificándola. Según diversas páginas de la Web, «es un diseño rítmico (dit-dit-dit-dot*) que hace su aparición en cada uno de los otros tres movimientos y contribuye de ese modo a la unidad total de la sinfonía»; «un solo motivo que unifica la obra entera»; «el motivo clave de la sinfonía entera»; «el ritmo de la famosa figura del inicio... se repite en los puntos cruciales de los posteriores movimientos». El New Grove endosa cautelosamente este punto de vista, afirmando que «el famoso motivo del inicio será oído en casi cada compás del primer movimiento y, permitiéndose modificaciones, en los demás movimientos».
Hay varios pasajes en la sinfonía que han llevado a este punto de vista. El más frecuentemente advertido sucede en el tercer movimiento, donde las trompas tocan el siguiente solo en el cual el diseño c-c-c-l se da varias veces:
En el segundo movimiento, una línea de acompañamiento toca un ritmo similar: (escuchar)
En el Finale, Doug Briscoe sugiere que el motivo se puede oír en la parte del flautín, refiriéndose probablemente al pasaje siguiente: (escuchar)
Más adelante, en el coda del final, los bajos tocan varias veces lo siguiente: (escuchar)
Por otro lado, hay críticos que no se dejan impresionar por estas semejanzas y las consideran sencillamente accidentales. Antony Hopkins, discutiendo acerca del tema del scherzo, dice que «ningún músico con un mínimo de criterio podría confundir [los dos ritmos]», explicando que el ritmo del scherzo comienza en un tiempo fuerte mientras que el tema del primer movimiento comienza por uno débil.
Donald Francis Tovey desprecia la idea de que un motivo rítmico unifique la sinfonía: «Este profundo hallazgo fue supuesto para revelar una unidad insospechada en la obra, pero no parece haber sido llevado lo bastante lejos». Aplicado constantemente, continúa, el mismo acercamiento conduciría a la conclusión de que muchas otras obras de Beethoven también “estarían unidas” a esta Sinfonía, como el motivo que aparece en la sonata para piano “Appassionata”, en el inicio del Concierto para piano n.º 4 (escuchar), y en el Cuarteto de cuerda Op. 74. Tovey concluye: «La simple verdad es que Beethoven no podría hacer sin solo tales figuras puramente rítmicas en aquella etapa de su producción».
A la objeción de Tovey se puede agregar la prominencia de la figura rítmica c-c-c-l en obras anteriores de contemporáneos mayores de Beethoven, entre ellos Haydn y Mozart. Para dar apenas dos ejemplos, lo encontramos en la Sinfonía n.º 96 "Milagro" de Haydn (escuchar), y en el Concierto para piano n.º 25, K. 503 de Mozart. (escuchar). Tales ejemplos demuestran que los ritmos "c-c-c-l" eran parte regular del lenguaje musical de los compositores del tiempo de Beethoven.
Parece probable que el hecho de que Beethoven, bien deliberadamente o no, o inconscientemente, haya tejido un solo motivo rítmico a través de su quinta sinfonía (según palabras de Hopkins) «permanezca eternamente abierto al debate».

### Trombones y flautines
Si bien que es muy frecuente indicar que en el movimiento final de la Quinta de Beethoven se usaron por primera vez el trombón y el flautín en una sinfonía, eso no es cierto. El compositor sueco Joachim Nikolas Eggert requirió trombones para su Sinfonía n.º 3 en mi bemol escrita en 1807, y ejemplos de sinfonías anteriores con una parte de flautín abundan, incluyendo a la Sinfonía n.º 19 en do mayor de Michael Haydn compuesta en agosto de 1773. Por otro lado, la orquesta que se empleaba en la ópera de aquel tiempo, ya empleaba esos instrumentos, por ejemplo en la ópera La flauta mágica de Mozart.

## Preguntas textuales

### La repetición en el tercer movimiento
En la partitura autógrafa (es decir, la versión original de la mano de Beethoven), el tercer movimiento presenta una barra de repetición para todo el inicio: cuando las secciones del scherzo y del trío se han tocado, se indica a los ejecutantes que deben volver a comenzar y tocar estas dos secciones nuevamente. Después viene una tercera exposición del scherzo, esta vez notablemente diferente por los pizzicati de las cuerdas y con una transición directa al Finale (véase arriba). La mayoría de las ediciones modernas impresas de la partitura no incluyen esta barra de repetición; y la mayoría de las ejecuciones de la sinfonía tocan el movimiento como ABA' (donde A = scherzo, B = trío, y A' = scherzo modificado), en contraste con el ABABA' de la partitura (autógrafa) original.
Es poco probable que la barra de repetición autógrafa sea simplemente un error del compositor. El esquema ABABA' para los scherzi aparece otras veces en Beethoven, por ejemplo en la Bagatela para piano, Op. 33 n.º 7 (1802), y en las Sinfonías n.º 4, n.º 6 y n.º 7. Es posible que para la Quinta, Beethoven originalmente prefiriese ABABA' pero cambiase su forma de pensar en el curso de la publicación a favor del ABA'.
Desde la época de Beethoven, las ediciones publicadas de la sinfonía han sido siempre ABA'. Sin embargo, en 1978 una edición que especificaba ABABA' fue preparada por Peter Gülke y publicada por la Editorial Peters. En 1999 otra edición de Jonathan Del Mar publicada por Bärenreiter abogaba por el regreso al ABA'. En el libro de comentarios adjunto, Del Mar defiende con profundidad el punto de vista de que el ABA' representa la intención final de Beethoven; es decir, que lo convencional resulta lo mejor.
En ejecuciones en concierto, el ABA' prevaleció hasta épocas muy recientes. Pero desde la aparición de la edición Gülke los directores se han sentido más libres de ejercer su propia decisión. La directora artística Caroline Brown, en las notas a la grabación de su ejecución ABABA' con The Hannover Band dirigida por Roy Goodman, dice al respecto:

El restablecimiento de la repetición ciertamente altera el énfasis estructural normalmente evidente en esta sinfonía. Permite que el scherzo deje ser un mero pasaje transitorio de poco peso, y, al hacer que el oyente esté envuelto más tiempo con sus motivos principales, logra que el paso oblicuo en el pasaje puente al finale parezca más inesperado y extraordinario en su intensidad.

Las interpretaciones ABABA' parecen estar favorecidas particularmente por los directores que se especializan en interpretaciones historicistas, es decir, con los instrumentos originales de la época. Entre estas se incluyen las de Brown, Christopher Hogwood, John Eliot Gardiner y Nikolaus Harnoncourt. Las interpretaciones ABABA' en instrumentos modernos también han sido grabadas por la Orquesta de la Tonhalle de Zúrich dirigida por David Zinman y por la Filarmónica de Berlín dirigida por Claudio Abbado.

### Reasignar las notas del fagot a las trompas
En el primer movimiento, antes de la aparición del segundo tema en la exposición, la siguiente frase es asignada por Beethoven en solo a un par de trompas:
En esta parte el tema está en mi bemol mayor y cuando es repetido en la reexposición está en do mayor. Como Antony Hopkins advierte:

Esto... representó un problema para Beethoven, pues las trompas [de su tiempo], estaban seriamente limitadas en las notas que realmente podían tocar antes de la invención de válvulas, y no podían tocar la frase en la 'nueva' tonalidad de do mayor, al menos no sin tapar la campana con la mano y por tanto amortiguando el sonido. Por lo tanto, Beethoven tuvo que dar el tema a un par de fagotes, que, en su registro agudo, parecieron ser un sustituto menos que adecuado. En ejecuciones modernas las implicaciones 'heroicas' del pensamiento original se consideraron como más dignas que el hecho de conservar la segunda instrumentación; la frase es tocada en ambas ocasiones por las dos trompas, que ahora por sus posibilidades mecánicas actuales se les puede confiar con toda seguridad.

Desde que Hopkins escribió este pasaje (1981), los directores han experimentado con preservar la instrumentación original de Beethoven para los fagotes. Esto se puede oír en la versión dirigida por Caroline Brown, así como otra de Simon Rattle con la Filarmónica de Viena. Aunque las trompas que eran capaces de tocar el pasaje en do mayor se desarrollaron solo un poco después del estreno de la Quinta, no sabemos si Beethoven hubiese querido sustituirlo por las trompas modernas o mantener a los fagotes en este pasaje crucial.
Existen poderosos argumentos a favor de mantener la orquestación original incluso habiendo trompas modernas de válvulas disponibles. La estructura del movimiento propone una alteración programática de la luz y la oscuridad, representados por los modos mayor y menor. De este modo, la transición heroica del tema disipa la oscuridad del primer tema en menor y lleva a modo mayor el segundo tema. Sin embargo, en el desarrollo Beethoven sistemáticamente fragmenta y disecciona este tema heroico en los compases 180 al 210. Por lo tanto puede que hubiera reescrito su refresi en la recapitulación con un tono más débil para ocultar el cierre exposicioal en menor. Además, las trompas usadas en el cuarto movimiento son trompas naturales en do, que pueden interpretar con facilidad este pasaje. Si los instrumentos estuvieran en escena, Beethoven podría quizás haber escrito muta a do en el primer movimiento, tal y como hizo en su indicación muta a fa en el compás 412 del primer movimiento de su Tercera sinfonía. Sin embargo, las trompas (en mi bemol) están tocando justo antes de este pasaje, por tanto tal cambio sería muy difícil de hacer, si no imposible, debido a la falta de tiempo.

## Recepción de la obra
Hubo poca respuesta crítica en el estreno, que tuvo lugar en condiciones adversas. La orquesta no tocó bien, solo había realizado un ensayo antes del concierto, y en  la Fantasía coral, debido a un error de uno de los músicos, Beethoven tuvo que detener la ejecución y comenzar de nuevo. El auditorio era muy frío y la longitud del programa terminó por agotar al público. 

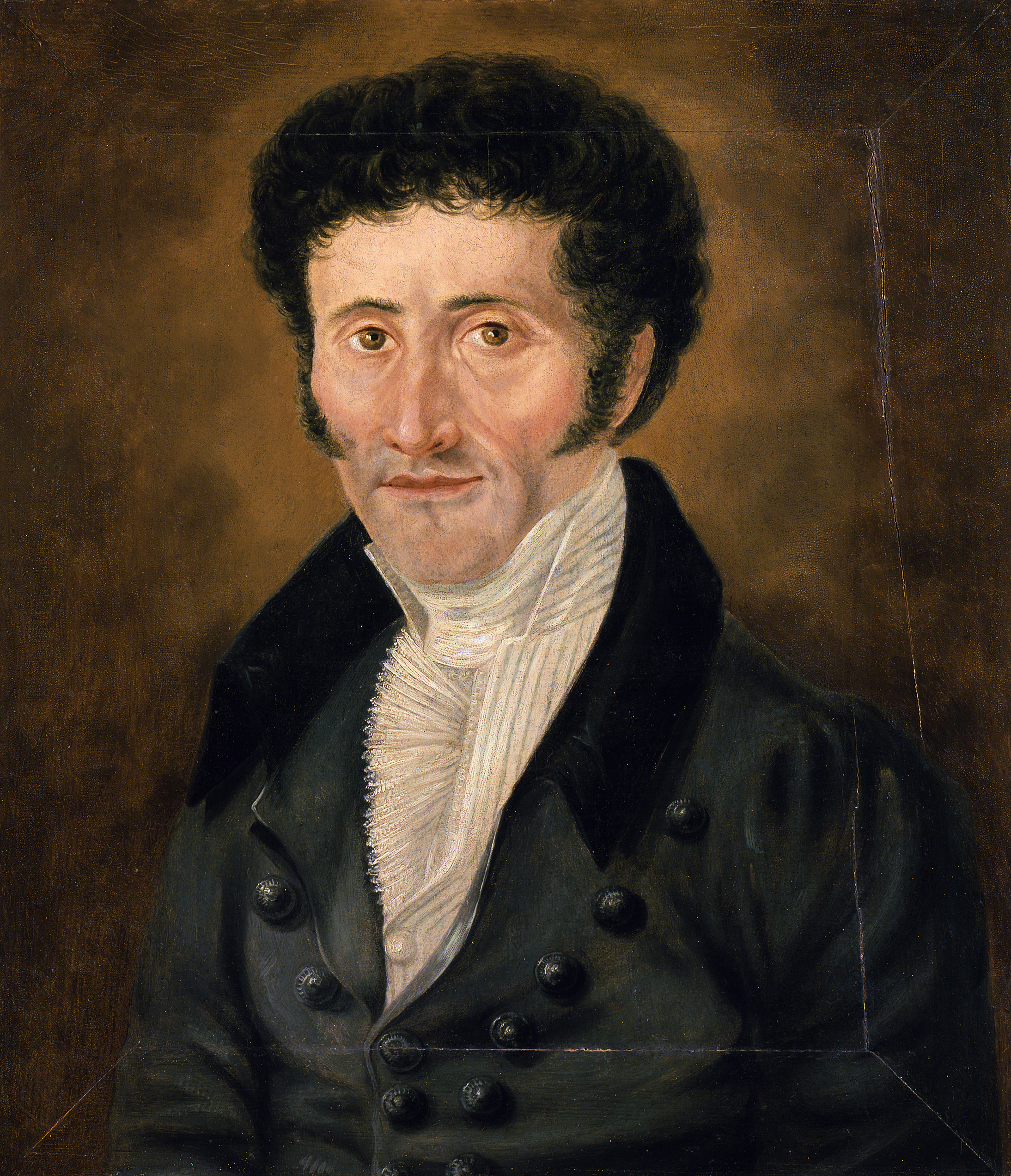
E.T.A. Hoffmann, escritor y compositor alemán.

Un año y medio después otra ejecución generó una crítica entusiasta por parte de E.T.A. Hoffmann en el Allgemeine musikalische Zeitung. Describió la música con imágenes dramáticas:

Luces radiantes son lanzadas hacia la profunda noche de esta zona, y entonces advertimos en las sombras gigantescas que, oscilando hacia adelante y hacia atrás, se acercan hacia nosotros y destruyen todo lo que hay dentro de nosotros excepto la angustia del eterno anhelo —un anhelo que en cada placer que surge en sonidos jubilosos termina por hundirse y sucumbir—. Sólo a través de este dolor, que, mientras va consumiendo mas no destruyendo al amor, a la esperanza y la alegría, intenta hacer estallar nuestros pechos con un lamento total lleno de voces de todas las pasiones, y vive en nosotros y somos cautivados por los guardianes de los espíritus.

El propio E.T.A. Hoffmann, en su ensayo titulado La música instrumental de Beethoven de 1813, recalcó todavía más la importancia de la sinfonía:

¿Puede haber alguna obra de Beethoven que confirme todo esto a un mayor grado que su indescriptiblemente profunda y magnífica sinfonía en do menor? ¡Cómo esta maravillosa composición, en un clímax que sube sin cesar, lleva al oyente imperiosamente para entrar en el mundo de los espíritus infinitos!... No hay duda de que todo se precipita como una ingeniosa rapsodia según muchos, pero el alma de cada oyente reflexivo seguramente fue conmovida, y muy íntimamente, por un sentimiento que no es otro que el anhelo portentoso indecible, y hasta el acorde final —de hecho, incluso en el momento que le sigue— que será incapaz de salir de ese mundo espiritual maravilloso, donde el dolor y la alegría lo abrazan en forma de sonido. La estructura interna de los movimientos, su ejecución, su instrumentación, la forma en que se suceden uno y otro —todo lo que entre los temas genera la unidad—, que solo tiene el poder para mantener al oyente firmemente en un estado de ánimo interior. Esta relación es a veces clara para el oyente cuando escucha en la conexión de dos movimientos o descubre el bajo fundamental en común, una relación más profunda que de no revelarse de este modo habla en otras ocasiones sólo de mente a mente, y es precisamente esta relación la que imperiosamente proclama la libre posesión de un genio del maestro.

La sinfonía pronto adquirió la condición de pieza central en el repertorio. Como emblema de la música clásica, la Quinta fue tocada en los conciertos inaugurales de la Filarmónica de Nueva York el 7 de diciembre de 1842 y en el de la Orquesta Sinfónica Nacional de Estados Unidos el 2 de noviembre de 1931. En Latinoamérica el concierto inaugural de la Orquesta Sinfónica Nacional del Perú en 1938 en el Teatro Municipal de Lima, bajo la dirección de Theo Buchwald incluyó esta obra. 

## Influencia y legado
La Quinta junto a la Tercera y la Novena es considerada una de las obras más revolucionarias de Beethoven. Marca un punto de quiebre tanto por su impacto técnico como emocional y ha tenido una gran influencia en los compositores y los críticos musicales. Ha inspirado creaciones de compositores como Johannes Brahms, Piotr Ilich Chaikovski (en particular en su Sinfonía n.º 4), Anton Bruckner, Gustav Mahler y Hector Berlioz.

### Ediciones
- Jonathan Del Mar, Ludwig van Beethoven. Symphonies 1–9. Urtext. Kassel: Bärenreiter, 1996–2000, ISMN M-006-50054-3
- Symphonies Nos. 5, 6, and 7 in Full Score (Ludwig van Beethoven). Nueva York: Dover. ISBN 0-486-26034-8.